# Helvetia cancrimana
Helvetia cancrimana är en spindelart som först beskrevs av Władysław Taczanowski 1872 [1872.  Helvetia cancrimana ingår i släktet Helvetia och familjen hoppspindlar. Inga underarter finns listade i Catalogue of Life.